# Гаљијанико Суд (Бјела)
Гаљијанико Суд је насеље у Италији у округу Бијела, региону Пијемонт.
Према процени из 2011. у насељу је живело 5 становника. Насеље се налази на надморској висини од 312 м.